# Carisoprodol
Le carisoprodol est un médicament utilisé contre les douleurs musculaires.

## Mécanisme d'action
La façon dont il fonctionne n’est pas claire. On pense que certains de ses effets se produisent après avoir été convertis en méprobamate,.

## Usage médical
L’utilisation n’est approuvée que pour une durée maximale de trois semaines. Les effets commencent généralement dans la demi-heure et durent jusqu'à six heures. Il est pris par voie orale.

## Effets secondaires
Les effets secondaires courants comprennent des maux de tête, des étourdissements et de la somnolence; les effets secondaires graves peuvent inclure une dépendance, des réactions allergiques ou des convulsions. Chez les personnes allergiques aux sulfamides, certaines formulations peuvent entraîner des problèmes. La sécurité pendant la grossesse et l’allaitement n’est pas claire. 

## Histoire
L'usage médical du carisoprodol a été approuvé aux États-Unis en 1959. Son approbation en Europe a été retirée en 2008. Il est disponible sous forme de médicament générique. Aux États-Unis, le coût de gros est inférieur à 0,10 dollar américain par dose. En 2017, il s'agissait du 255e médicament le plus prescrit aux États-Unis, avec plus d'un million d'ordonnances,. Aux États-Unis, il s’agit d’une substance contrôlée de l’annexe IV.